# 모토야마역 (지바현)
모토야마역(일본어: 元山駅, もとやまえき)은 일본 지바현 마쓰도시에 있는 신케이세이 전철 신케이세이선의 역이다. 역 번호는 SL08이다.

## 역 구조
상대식 승강장 2면 2선의 지상역. 교상역사를 갖는다.

### 타는 곳
| 1 | 신케이세이 선 | 구누기야마・신카마가야・기타나라시노・신쓰다누마・게이세이쓰다누마・ 게이세이 선 방면 |
| 2 | 신케이세이 선 | 고코・야바시라・마쓰도 방면                                                           |

## 역세권 정보
가마가야시와의 경계에 가까운 신흥 주택지와 밭이 혼재한다. 관광 이원(梨園)도 많다.
- 역 빌딩 (지상3층) - 식품관(슈퍼), SHOP One-oh-oh(100엔숍), 치과, 미용실, 게이세이 빌딩 서비스
- 육상자위대 마쓰도 주둔지
- 지바 현립 가마가야니시 고등학교

## 화랑

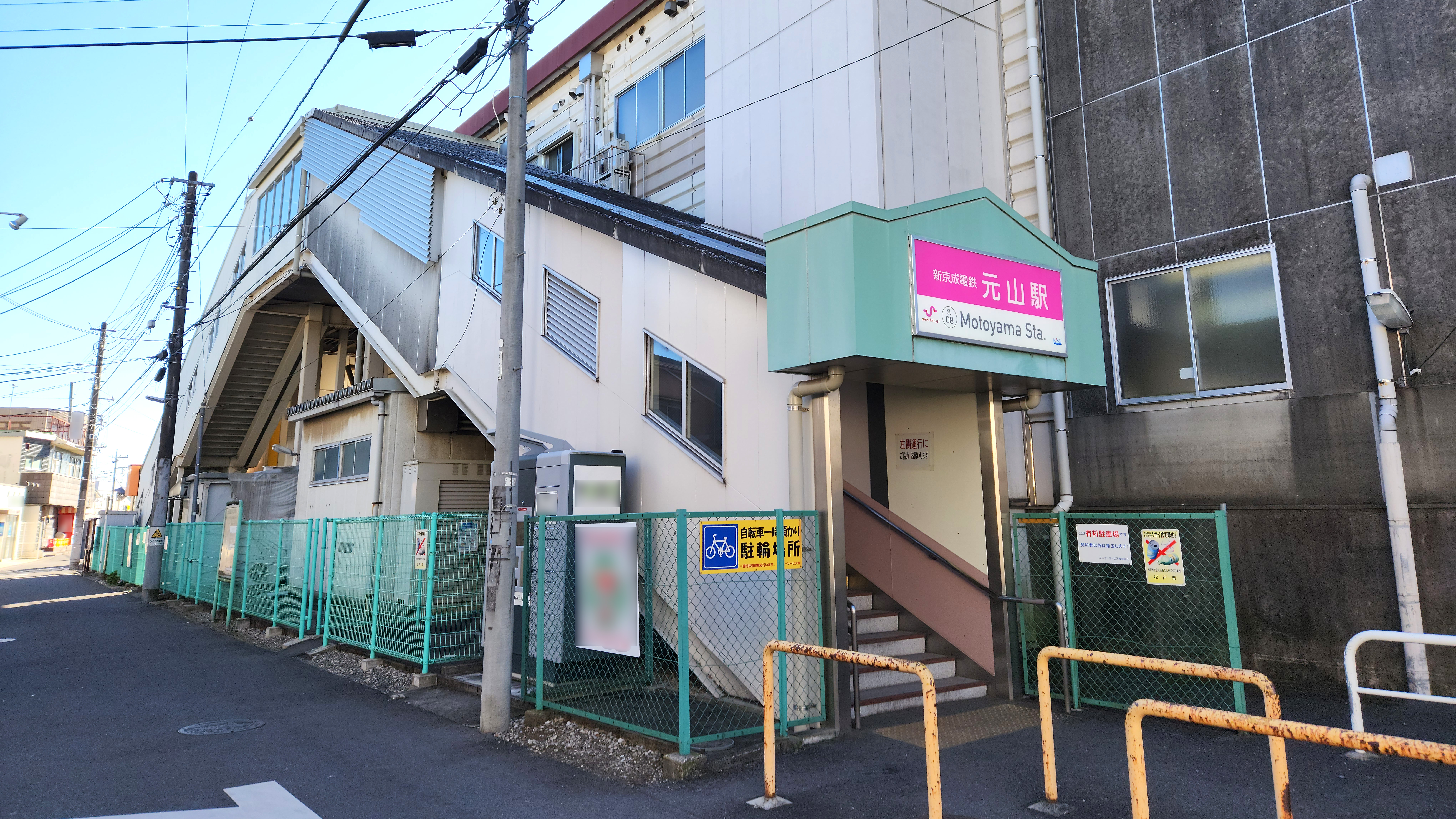
동쪽 출입구(2023년 1월)

## 역사
- 1955년 4월 21일: 영업 개시.

## 인접역
| 신케이세이 전철 신케이세이 선 | 신케이세이 전철 신케이세이 선 | 신케이세이 전철 신케이세이 선          |
| ----------------------------- | ----------------------------- | -------------------------------------- |
| SL 07 고코 마쓰도 방면        |                               | 구누기야마 SL 09 게이세이쓰다누마 방면 |